# Sucha (Połczyn-Zdrój)
Sucha (deutsch Zuchen, Kreis Belgard) ist ein Dorf in Hinterpommern, heute in  der polnischen Woiwodschaft Westpommern gelegen. Es gehört zur Landgemeinde Połczyn-Zdrój (Bad Polzin) im Powiat Świdwiński (Schivelbein).

## Geografische Lage
Sucha liegt am Südhang der früher so genannten Redeler Berge auf den Steilufern zweier größerer Bäche. Über Redło (Redel) ist es von Świdwin (Schivelbein) und Połczyn-Zdrój in etwa gleich weiter Entfernung zu erreichen. Nächstgelegene Bahnstation ist Cieszeniewo (Ziezeneff) an der Strecke Świdwin–Połczyn-Zdrój.

## Name
Der Ortsname entstammt dem Wendischen und bedeutet „das Trockene“. Es gibt mehrere gleichnamige Orte in Polen, siehe Sucha.

## Ortsgeschichte
Zuchen wird erstmals 1472 als Ortsteil von Redel urkundlich erwähnt. In späteren Jahren ging das Dorf in den Besitz der Familie Manteuffel über. Im Jahre 1666 sind Cono von Redel (Lehnsmann derer von Manteuffel-Arnhausen) und Adrian von Kriesen (Lehnsmann derer von Glasenapp) Besitzer. Von 1701 bis 1750 kam Zuchen in den Besitz derer von Pfuel. Danach wechseln die Eigentümer häufig, bis Hugo Splittgerber dann der letzte Besitzer vor 1945 ist.
Zum Dorf Zuchen gehörten die Vorwerke Friedrichsborn und Hagelbeck sowie die Kolonie Seeligsfelde (polnisch: Szeligowo), die später eine selbständige Gemeinde wurde. Im Jahre 1865 lebten in Zuchen 280 Menschen in 38 Haushaltungen bei 19 Wirtschaftsgebäuden, im Jahre 1939 waren es noch 200 Einwohner in 44 Haushaltungen bei einer Gemeindefläche von 504,5 Hektar.
Die Land- und Forstwirtschaft lag in den Händen des Rittergutes und mehrerer Bauern. Der Kartoffelanbau nahm eine hervorragende Stellung ein. In der Brennerei Redel wurde der größte Teil verarbeitet.
Handel und Handwerk waren im Ort durch je eine Dachdeckerei, Stellmacherei, Mühle und Drechslerei sowie Schneiderei und Schuhmacherei vertreten, hinzu kam ein Lebensmittelgeschäft und eine Fischhandlung.
Letzte deutsche Bürgermeister waren August Behnke (bis 1929), Richard Bärwalde (1929–1944) und Albert Pauly (1944–1945). Zuchen lag im Amtsgerichtsbereich Bad Polzin, die polizeilichen Aufgaben nahm Oberlandjäger Bahr aus Brunow wahr.
Bis 1945 gehörte Zuchen mit Seeligsfelde (1937–1945: Eichfelde) (Szeligowo) und Redel (Redło) zum Amtsbezirk Redel, dem zuletzt Emil Marquard vorstand, und lag im Landkreis Belgard (Persante).
Die standesamtlichen Belange wurde von Reinfeld (Bierzwnica) aus wahrgenommen. Hier wirkte zuletzt Werner Hoppe.
Am 2. März 1945 drangen russische Truppen in den Ort ein, der im Spätsommer 1945 von den Polen übernommen wurde. Die einheimische Bevölkerung wurde vertrieben. Heute gehört der Ort mit der Bezeichnung Sucha zur Gmina Połczyn-Zdrój im Powiat Świdwiński.

## Kirche

### Evangelische Kirche

#### Kirchengemeinde
Zuchen war bis 1945 eine selbständige Kirchengemeinde, die mit den Gemeinden Alt Schlage, Redel und Ziezeneff das Kirchspiel Ziezeneff im Kirchenkreis Schivelbein bildete. Es gehörte zur Kirchenprovinz Pommern der evangelischen Kirche der Altpreußischen Union.
Das Kirchenpatronat oblag zuletzt dem Rittergutsbesitzer Hugo Splittgerber, letzter deutscher Geistlicher war Pfarrer Paul Blank.
Heute gehört Sucha zum Kirchspiel Koszalin (Köslin) in der Diözese Pommern-Großpolen der polnischen Evangelisch-Augsburgischen Kirche.

#### Dorfkirche
Die Kirche war ein schlichter Fachwerkbau von 1820, der an der Stelle des 1616 erbauten ehemaligen Gotteshauses errichtet worden war. Sie wurde 1850 erweitert und erhielt eine Kreuzform. Nach dem Krieg wurde die Kirche abgerissen.

### Altlutherische Kirche
In Zuchen errichteten die Altlutheraner im Jahre 1854 eine eigene Kirche, die sie 1923 durch einen Neubau ersetzten. Diese Kirche wurde nach dem Krieg zugunsten der Katholischen Kirche in Polen enteignet und dient heute der katholischen Gemeinde als Gotteshaus.

## Schule
An der Dorfschule unterrichtete bis zum Kriege Lehrer Otto Fiedler.